# 福井県教育委員会
福井県教育委員会（ふくいけんきょういくいいんかい）は、福井県の教育委員会である。事務局を福井県教育庁と呼ぶ。

## 概要
- 福井県内の教育に関する事務を所掌する行政委員会であり、6人の委員で構成される。
- 2024年5月現在の教育長は、藤丸伸和。
- 近年は、学力向上、高校改革、教職員の働き方改革などの教育改革に取り組んでいる。

広義では、執行機関である教育委員会事務局を含めて、教育委員会と呼ぶこともある。

## 組織
＜本庁＞
- 教育政策課
  - 教育企画グループ
  - 学校教育DX推進グループ
  - 学校施設整備グループ
- 教職員課
  - 福利グループ
  - 厚生グループ
  - 任用・給与グループ
  - 学校業務改善グループ
  - 県立学校人事グループ
  - 小中学校人事グループ
- 高校教育課
  - 高校改革グループ
  - 生徒支援・人権教育グループ
  - 地域人材育成グループ
  - 教科教育グループ
  - 大学進学サポートグループ
  - 特別支援教育室
- 義務教育課
  - 生徒支援・人権教育グループ
  - 教科教育グループ
  - ふるさと教育グループ
  - 幼児教育グループ
  - 夜間中学開設準備グループ
- 生涯学習・文化課
  - 生涯学習・社会人権教育グループ
  - 文化財グループ
- 保健体育課
  - 学校体育グループ
  - 学校保健安全グループ

＜出先機関＞
- 福井県教育庁嶺南教育事務所
- 生涯学習センター
- 埋蔵文化財調査センター

＜教育機関＞
- 福井県教育総合研究所
- 特別支援教育センター
- 福井県立図書館
- 福井県文書館
- 福井県ふるさと文学館
- 若狭図書学習センター
- こども歴史文化館
- 福井県立奥越高原青少年自然の家
- 福井県立芦原青年の家
- 福井県立鯖江青年の家
- 福井県立三方青年の家
- 福井県立高等学校一覧

## 所在地
- 〒910-8580　福井市大手3丁目17番1号（福井県庁11階）

## 市町村教育委員会
- 福井市教育委員会